# Closterocerus sericeus
Closterocerus sericeus är en stekelart som först beskrevs av Erdös 1954.  Closterocerus sericeus ingår i släktet Closterocerus, och familjen finglanssteklar. Arten är reproducerande i Sverige.